# Треперене
Треперенето представлява телесна функция в отговор на ранна хипотермия или просто усещане за студ при топлокръвните животни. Когато температурата на тялото спадне, рефлексът на треперене се задейства за да се поддържа хомеостазата. Скелетните мускули започват да се съкращават извършвайки малки движения, които създават топлина и изразходват енергия.
Основният двигателен център отговорен за треперенето е разположен в задната част на хипоталамуса в близост до стената на третата камера.
Новородените бебета, кърмачетата и малките деца изпитват по-голяма загуба на топлина от възрастните, защото не могат да треперят, за да поддържат топлината на тялото.
Реакцията на треперене може да бъде значително намалена или дори да липсва при възрастните хора, което води до значителен спад в средната телесна температура при излагане на студ.